# Fishbowl

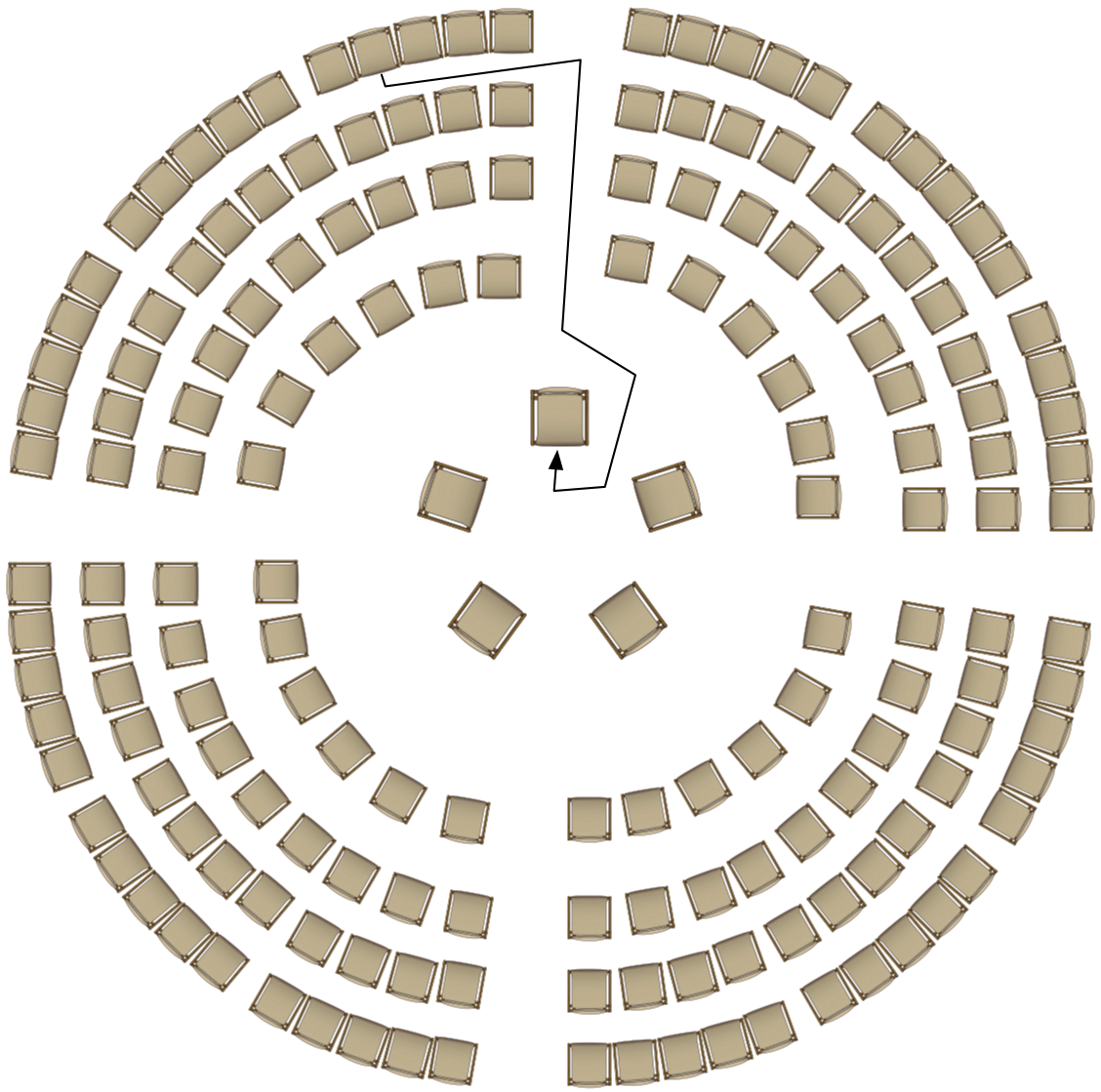
De opstelling van stoelen in een viskomsessie. Vier concentrische stoelenringen omringen een kleinere groep van vijf stoelen. Een pijl geeft aan hoe elk lid van het publiek het middelste gedeelte kan betreden.

Een vissenkom of fishbowl-gesprek is een vorm van dialoog die kan worden gebruikt bij het bespreken van onderwerpen binnen grote groepen. Fishbowl-conversaties worden soms ook gebruikt bij participatieve evenementen, zoals onconferenties. Het voordeel van fishbowl is dat de hele groep kan deelnemen aan een gesprek. Meerdere mensen kunnen deelnemen aan de discussie.

## Methode
Vier tot vijf stoelen staan in een binnencirkel. Dit is de vissenkom. De overige stoelen staan in concentrische cirkels buiten de vissenkom. Een aantal deelnemers wordt geselecteerd om de vissenkom te vullen, terwijl de rest van de groep op de stoelen buiten de vissenkom zit. In een open vissenkom blijft één stoel leeg. In een gesloten vissenkom zijn alle stoelen gevuld. De facilitator introduceert het onderwerp en de deelnemers beginnen met het bespreken van het onderwerp. Het publiek buiten de vissenkom luistert naar de discussie.
In een open vissenkom kan elk lid van het publiek op elk moment de lege stoel bezetten en zich bij de vissenkom voegen. Wanneer dit gebeurt, moet een bestaand lid van de vissenkom vrijwillig de vissenkom verlaten en een stoel vrijmaken. De discussie gaat verder met deelnemers die regelmatig de vissenkom binnenkomen en verlaten. Afhankelijk van hoe groot uw publiek is, kunt u veel toeschouwers wat tijd in de vissenkom laten doorbrengen en aan de discussie deelnemen. Als de tijd om is, wordt de vissenkom gesloten en vat de moderator de discussie samen.
Een directe variatie hiervan is om slechts twee stoelen in de centrale groep te hebben. Wanneer iemand in het publiek wil deelnemen aan het tweerichtingsgesprek, komen ze naar voren en tikken ze op de schouder van de persoon die ze willen vervangen, op een bepaald moment dat ze niet praten. De aangetikte spreker moet dan terugkeren naar de buitenste cirkels en wordt vervangen door de nieuwe spreker, die in zijn plaats het gesprek voortzet.
In een gesloten vissenkom spreken de eerste deelnemers enige tijd. Als de tijd om is, verlaten ze de vissenkom en komt er een nieuwe groep uit het publiek de vissenkom binnen. Dit gaat door totdat veel toeschouwers enige tijd in de vissenkom hebben doorgebracht. Zodra de laatste groep is afgelopen, sluit de moderator de vissenkom en vat hij de discussie samen.

## Voordelen
Een voordeel van een vissenkomgesprek is dat het geschikt is voor grote groepen. Het vermindert ook het onderscheid tussen de sprekers en het publiek. Hierdoor zijn vissenkommen populair geworden bij participatieve groepsbijeenkomsten en conferenties.

## Problemen
Dit is geen forum waar introverte of verlegen mensen geneigd zijn een bijdrage te leveren. Om ze op te nemen, is het mogelijk om de dialoog op te splitsen in veel kleinere groepen zodat ze zich op hun gemak voelen bij het bespreken van een onderwerp. Hun meningen kunnen van tevoren worden verzameld door middel van een post-it-bijeenkomst of door live te stemmen over wiens mening ze waarderen / vervangen willen hebben (via niet-technische handen opsteken / klappen of een digitale app voor live stemmen).

## Variaties
De groep kan worden opgesplitst in twee kleinere en verschillende subgroepen (zoals mannen en vrouwen, of oudere en jongere deelnemers), die afzonderlijk bijeenkomen en drie tot vier vragen bedenken voor de andere groep, die op kaartjes worden geschreven. De deelnemers komen weer bij elkaar, wisselen kaarten uit en vormen twee cirkels met de ene subgroep in de andere en beide naar binnen gericht. De binnengroep leest een vraag en bespreekt deze, terwijl de buitenkring luistert, maar niet spreekt. Elke vraag wordt op deze manier besproken, zodat iedereen in de binnenste cirkel de kans krijgt om te spreken. De cirkels worden dan omgedraaid. De vragen die de groepen genereren, kunnen al dan niet over hetzelfde onderwerp gaan, ter beoordeling van de organisator. Deze versie is een goed gezelschapsspel voor groepen van dertig tot zestig personen.
Een andere afgeleide is om de vissenkom een bepaalde tijd te laten draaien, bijvoorbeeld een half uur. De moderator stopt de discussie in de vissenkomcirkel en nodigt degenen die niet in de binnenste cirkel zijn uit om hun mening en commentaar te geven over wat ze in de binnenste cirkel horen.
Een andere variatie is het gebruik van technologie, zoals CoverItLive, om de deelname te vergroten. Dit geeft alle deelnemers in de buitencirkel de mogelijkheid om hun gedachten te delen op het openbare online forum zonder op hun beurt te hoeven wachten. Het online forum wordt ook in de kamer geprojecteerd zodat de binnencirkel het kan gebruiken als extra gesprekspunten of om ideeën uit te bouwen. Deze variatie zorgt voor een omgeving die extraverte en introverte mensen ondersteunt. (Extraverten - spreken voor de groep, introverte mensen - delen hun gedachten op het online openbare forum). In deze variant is er ook een hot seat (of open seat) beschikbaar voor buiten cirkel-deelnemers, zodat ze op elk moment lid kunnen worden van de Fishbowl (binnencirkel) en indien nodig hun gedachten mondeling kunnen delen.

## Verder lezen
- Fishbowl: The art of active listening. Office of the Commissioner, United Nations Human Rights. Gearchiveerd op 23 december 2015. Geraadpleegd op 2 december 2012.
- Hamlin, Kaliya, Unconference Methods: Fish Bowl Dialogue (July 12, 2006). Gearchiveerd op 20 januari 2021. Geraadpleegd op 29 december 2020.  Blog post van een commerciële onderneming.
- Atlee, Tom, Closed Fishbowl. The Co-intelligence Institute. Gearchiveerd op 26 november 2022.  Posting op de website van een non-profit organisatie.
- Using Fishbowl for class discussions.  Blog post, kennelijk ongetekend.